# Sarkis Bedikian
Sarkis Bedikian (en arménien : Սարգիս Պետիկեան), aussi appelé Sarkis Bedoukian, né en 1908 à Zeïtoun dans l'Empire ottoman et mort le 21 août 1944 à Marseille, est un résistant FTP-MOI arménien mort pour la France pendant la bataille de Marseille.

## Biographie

### Jeunesse et installation à Marseille
Sarkis Bedikian naît à Zeïtoun dans l'Empire ottoman vers 1908. Il s'installe en France après le génocide arménien ; Marseille est alors une destination privilégiée pour les réfugiés arméniens, qui arrivent majoritairement par voie maritime depuis le Proche-Orient,.
Sarkis s'installe dans la traverse Chevalier dans le 10e arrondissement de Marseille.

### Résistance et mort
Lors de la Seconde Guerre mondiale, Bedikian rejoint les FTP-MOI, il s'engage plus particulièrement dans la « Compagnie Marat »,, un détachement des FTP-MOI dans les Bouches-du-Rhône. Dans ce groupe, de nombreux Arméniens se retrouvent.
Alors que le débarquement des forces alliées en Provence commence le 15 août 1944, les FTP-MOI des Bouches-du-Rhône se soulèvent militairement avec le reste des forces françaises de l'intérieur, afin de prendre les places fortes, de provoquer le chaos dans les lignes défensives de l'Allemagne nazie et de permettre le débarquement dans les meilleures conditions. Le 21 août 1944, Julia Pirotte photographie Sarkis Bedikian pendant la bataille de Marseille, aux côtés d'un de ses camarades grecs, Vassilias Stamboulis.
Quelques heures plus tard, Bedikian est tué au combat alors qu'il lance l'assaut sur la préfecture des Bouches-du-Rhône,.

## Postérité
Bedikian est reconnu comme mort pour la France,,. De plus, son détachement se renomme « détachement Sarkis » en son honneur,.
Il est l'un des personnages du roman Missak de Didier Daeninckx qui porte sur Missak Manouchian.
En février 2024, le Mémorial de la Shoah utilise sa photographie prise par Julia Pirotte dans le cadre d'une exposition sur les étrangers au sein de la Résistance française.